# 모 젯 와인
모 젯 와인(Moe Set Wine, 버마어: မိုးစက်ဝိုင်, 1988년 5월 20일 ~ )은 미얀마의 모델, 사업가이다. 2013년 미스 미얀마 우승자이며 2013년 미스 유니버스에서 미얀마 대표로 참가했다. 중국 혈통을 갖고 있다. 1961년 미스 유니버스가 시작된 이래 첫 번째 미얀마 대표이다.